# Lijst van rijksmonumenten in Wittem
De plaats Wittem telt 5 inschrijvingen in het rijksmonumentenregister. Hieronder een overzicht.
| Object | Oorspronkelijke functie?  | Bouwjaar                                    | Architect       | Locatie           | Coördinaten?                  | Nr.?   | Afbeelding        |
| --- | ------------------------- | ------------------------------------------- | --------------- | ----------------- | ----------------------------- | ------ | ----------------- |
| Slothoeve van natuursteen en baksteen, ten dele met speklagen van mergel. Voormalig poortgebouw met dichtgemetselde spitsboogdoorgang, waarboven een nis in gebeeldhouwde omlijsting | Boerderij                 | 18e-19e eeuw (hoeve) 16e eeuw (poortgebouw) |                 | Wittemer Allee 1A | 50° 48' 51" NB, 5° 54' 38" OL | 39105  | Meer afbeeldingen |
| Kasteel Wittem | Kasteel, buitenplaats     | 15e eeuw                                    |                 | Wittemer Allee 3  | 50° 48' 51" NB, 5° 54' 35" OL | 39106  | Meer afbeeldingen |
| Wittemermolen | Industrie- en poldermolen | 1733                                        |                 | Wittemer Allee 38 | 50° 49' 3" NB, 5° 54' 22" OL  | 39107  | Meer afbeeldingen |
| Posterij, hoeve met binnenplaats van baksteen; woonhuis met statige voorgevel van zeven traveeën; segmentboogingang en -vensters in Naamse steen                                     | Boerderij                 | midden 18e eeuw                             |                 | Rijksweg 2        | 50° 48' 45" NB, 5° 54' 35" OL | 39108  | Meer afbeeldingen |
| Redemptoristenklooster | Klooster, kloosteronderdl | ca. 1894                                    | Johannes Kayser | Wittemer Allee 32 | 50° 48' 49" NB, 5° 54' 45" OL | 506470 | Meer afbeeldingen |